# Piacenza Sportiva 1938-1939
Questa pagina raccoglie le informazioni riguardanti il Piacenza Sportiva nelle competizioni ufficiali della stagione 1938-1939.

## Stagione
Mezza rivoluzione in casa biancorossa, cambia la presidenza da Augusto Orsi a Ugo Ozzola. 
Dopo cinque discrete stagioni cambia anche la guida tecnica da Carlo Corna a Guglielmo Zanasi che a soli 29 anni appende le scarpe al chiodo per sedere sulla panchina biancorossa. 
Due le cessioni eccellenti, il portiere Alberto Barbieri passa al Fanfulla ed il bomber Giovanni Gaddoni passa al Torino, dai granata arriva il portiere Carlo Borghesio, dal Messina il centromediano Adolfo Dusi. 
Il promettente attaccante Antonio Gemo dall'Este che realizzerà 19 reti in campionato, unica nota positiva nel torneo altalenante del Piacenza, che disputa un discreto girone di andata ed un girone discendente con poche soddisfazioni.

## Rosa
| N. |                   | Ruolo | Calciatore       |
| -- | ----------------- | ----- | ---------------- |
|    | Italia (bandiera) | P     | Primo Acerbi     |
|    | Italia (bandiera) | A     | Giovanni Anselmi |
|    | Italia (bandiera) | P     | Carlo Borghesio  |
|    | Italia (bandiera) | C     | Giuseppe Brescia |
|    | Italia (bandiera) | A     | Antonio Budini   |
|    | Italia (bandiera) | C     | Alberto Busconi  |
|    | Italia (bandiera) | A     | Giuseppe Cella   |
|    | Italia (bandiera) | D     | Adolfo Dusi      |
|    | Italia (bandiera) | C     | Eliseo Fermi     |
|    | Italia (bandiera) | C     | Luigi Ganelli    |
|    | Italia (bandiera) | A     | Antonio Gemo     |

| N. |                   | Ruolo | Calciatore        |
| -- | ----------------- | ----- | ----------------- |
|    | Italia (bandiera) | C     | Fausto Lanzi      |
|    | Italia (bandiera) | D     | Giulio Loranzi    |
|    | Italia (bandiera) | D     | Edmondo Mazzocchi |
|    | Italia (bandiera) | C     | Enzo Melandri     |
|    | Italia (bandiera) | A     | Bruno Pagani      |
|    | Italia (bandiera) | D     | Libero Pollastri  |
|    | Italia (bandiera) | C     | Delmo Roda        |
|    | Italia (bandiera) | A     | Antonio Rossetti  |
|    | Italia (bandiera) | C     | Mario Rossi       |
|    | Italia (bandiera) | C     | Mario Vergnano    |
|    | Italia (bandiera) | C     | Pietro Zilocchi   |

## Risultati

### Serie C

#### Girone di andata
| Arbitro: | Leoni (Milano) |

|          |           |                |
| Gemo 88’ | Marcatori | 65’ Camisaschi |

| Arbitro: | Candela (Genova) |

|          |           |                        |
| Gemo 46’ | Marcatori | 67’ Sacchi 52’ Gardini |

| Arbitro: | Garzena (Voghera) |

|                             |           |                              |
| Zoppi 48’ Frigerio 51’, 85’ | Marcatori | 34’ Cella 53’, 84’, 89’ Gemo |

| Arbitro: | Garotta (Milano) |

|                                           |           |                          |
| Vergnano 30’ Ganelli 60’ Cella 87’ (rig.) | Marcatori | 16’ Talassi 20’ Grisanti |

| Arbitro: | Bertolio (Torino) |

|                     |           |  |
| Comitani 41’ (rig.) | Marcatori |  |

| Arbitro: | Zilli (Reggio Emilia) |

|                       |           |               |
| Cella 60’ Ganelli 68’ | Marcatori | 48’ Bandirali |

| Arbitro: | Masini (Genova) |

|                                       |           |  |
| Gemo 1’, 68’, 89’ Cella 4’ Budini 56’ | Marcatori |  |

| Arbitro: | Tassini (Verona) |

|             |           |          |
| Mazzoni 12’ | Marcatori | 41’ Gemo |

| Arbitro: | Motta (Pavia) |

|                               |           |              |
| Gemo 20’, 47’, 90’ Budini 63’ | Marcatori | 35’ Gallanti |

| Arbitro: | Ghetti (Modena) |

|                               |           |          |
| Vergani 31’, 60’ Consonni 67’ | Marcatori | 75’ Gemo |

| Arbitro: | Bogetti (Torino) |

|                                       |           |                        |
| Dusi 2’ Ganelli 9’ Gemo 26’ Cella 30’ | Marcatori | 50’, 85’ Prata Pizzala |

| Arbitro: | Marsciani (Modena) |

|             |           |  |
| Dugnani 47’ | Marcatori |  |

| Arbitro: | Calvari (Milano) |

|                          |           |                                   |
| Ganelli 38’ Melandri 60’ | Marcatori | 80’ (rig.) Rambaldini 82’ Damonti |

#### Girone di ritorno
| Arbitro: | Salvatori (Roma) |

|                            |           |  |
| Barbieri 56’ Ferrari I 81’ | Marcatori |  |

| Arbitro: | Bellè (Venezia) |

|             |           |  |
| Gardini 13’ | Marcatori |  |

| Arbitro: | De Vecchi (Milano) |

|                      |           |                                         |
| Cella 20’ (rig.) 76’ | Marcatori | 36’ Ordanini 58’ D'Alconzo 80’ Perfetti |

| Mantova 5 febbraio 1939 17ª giornata | Mantova           | 0 – 0 | Piacenza | Stadio Settimio Leoni\| Arbitro: \| Andreoni (Milano) \| |
| Arbitro:                             | Andreoni (Milano) |       |          |                                                          |

| Arbitro: | Barbieri (Genova) |

|                                  |           |  |
| Melandri 62’ Vergnano 65’ (rig.) | Marcatori |  |

| Arbitro: | Dagnino (Genova) |

|            |           |         |
| Borghi 85’ | Marcatori | 1’ Gemo |

| Arbitro: | Mastrazzi (Brescia) |

|                                                     |           |                                               |
| Forghieri 3’, 69’, 82’ Mantovani 40’ Righi 43’, 89’ | Marcatori | 58’, 67’ Gemo 80’ Melandri 85’ (rig.) Brescia |

| Piacenza 5 marzo 1939 21ª giornata | Piacenza        | 0 – 0 | Reggiana | Stadio del Littorio\| Arbitro: \| Mattea (Torino) \| |
| Arbitro:                           | Mattea (Torino) |       |          |                                                      |

| Arbitro: | Gorini (Milano) |

|              |           |              |
| Gallanti 44’ | Marcatori | 80’ Vergnano |

| Arbitro: | Rosso (Torino) |

|                  |           |  |
| Ganelli 12’, 35’ | Marcatori |  |

| Arbitro: | Buratti (Milano) |

|                     |           |                 |
| Bario 15’ Rizzi 25’ | Marcatori | 88’ (rig.) Gemo |

| Arbitro: | Mocchi (Milano) |

|  |           |                        |
|  | Marcatori | 25’ Biella 40’ Colombo |

| Arbitro: | Sorbi (Genova) |

|                                      |           |          |
| Bonzi 2’ Scolari 12’, 47’ Peroni 68’ | Marcatori | 88’ Gemo |

### Coppa Italia
| Arbitro: | Limido (Milano) |

|              |           |                           |
| Rossetti 87’ | Marcatori | 3’ Grisanti 26’ Silvestri |

## Statistiche

### Statistiche di squadra
| Competizione       | Punti | In casa | In casa | In casa | In casa | In casa | In casa | In trasferta | In trasferta | In trasferta | In trasferta | In trasferta | In trasferta | Totale | Totale | Totale | Totale | Totale | Totale | DR |
| Competizione       | Punti | G       | V       | N       | P       | Gf      | Gs      | G            | V            | N            | P            | Gf           | Gs           | G      | V      | N      | P      | Gf     | Gs     | DR |
| ------------------ | ----- | ------- | ------- | ------- | ------- | ------- | ------- | ------------ | ------------ | ------------ | ------------ | ------------ | ------------ | ------ | ------ | ------ | ------ | ------ | ------ | -- |
| Serie C - girone B | 23    | 13      | 7       | 3       | 3       | 28      | 16      | 13           | 1            | 4            | 8            | 15           | 26           | 26     | 8      | 7      | 11     | 43     | 42     | +1 |
| Coppa Italia       |       | 1       | 0       | 0       | 1       | 1       | 2       | -            | -            | -            | -            | -            | -            | 1      | 0      | 0      | 1      | 1      | 2      | -1 |
| Totali             |       | 14      | 7       | 3       | 4       | 29      | 18      | 13           | 1            | 4            | 8            | 15           | 26           | 27     | 8      | 7      | 12     | 44     | 44     | 0  |

### Statistiche dei giocatori
| Giocatore    | Serie C  | Serie C | Coppa Italia | Coppa Italia | Totale   | Totale |
| Giocatore    | Presenze | Reti    | Presenze     | Reti         | Presenze | Reti   |
| ------------ | -------- | ------- | ------------ | ------------ | -------- | ------ |
| P. Acerbi    | 6        | -11     | 1            | -2           | 7        | -13    |
| G. Anselmi   | 3        | 0       | 1            | 0            | 4        | 0      |
| C. Borghesio | 20       | -31     | 0            | 0            | 20       | -31    |
| G. Brescia   | 9        | 0       | 0            | 0            | 9        | 0      |
| A. Budini    | 23       | 2       | 0            | 0            | 23       | 2      |
| A. Busconi   | 1        | 0       | 0            | 0            | 1        | 0      |
| G. Cella     | 24       | 8       | 1            | 0            | 25       | 8      |
| A. Dusi      | 25       | 1       | 1            | 0            | 26       | 1      |
| E. Fermi     | 3        | 0       | 0            | 0            | 3        | 0      |
| L. Ganelli   | 24       | 7       | 0            | 0            | 24       | 7      |
| A. Gemo      | 24       | 19      | 1            | 0            | 25       | 19     |
| F. Lanzi     | 4        | 0       | 1            | 0            | 5        | 0      |
| G. Loranzi   | 10       | 0       | 0            | 0            | 10       | 0      |
| E. Mazzocchi | 24       | 0       | 1            | 0            | 25       | 0      |
| E. Melandri  | 25       | 2       | 1            | 0            | 26       | 2      |
| B. Pagani    | 2        | 0       | 0            | 0            | 2        | 0      |
| L. Pollastri | 17       | 0       | 1            | 0            | 18       | 0      |
| D. Roda      | 1        | 0       | 0            | 0            | 1        | 0      |
| A. Rossetti  | 3        | 0       | 1            | 1            | 4        | 1      |
| M. Rossi     | 11       | 0       | 0            | 0            | 11       | 0      |
| M. Vergnano  | 25       | 4       | 1            | 0            | 26       | 4      |
| P. Zilocchi  | 2        | 0       | 0            | 0            | 2        | 0      |